# Vârful Găleșescu Mare, Munții Făgăraș
Găleșescu Mare este un vârf muntos situat în Masivul Făgăraș, care are altitudinea de 2.471 metri. Se găsește pe linia de creastă principală, în apropierea "trapezului" vârfurilor Viștea Mare și Moldoveanu, de care îl desparte spre vest, vârfurile Galbenele și Hârtopul Ursului.
În apropiere de baza sa se află Cabana Valea Sâmbetei.